# تونسیلوانیا
تونسیلوانیا (به انگلیسی: Toonsylvania) یک مجموعه تلویزیونی انیمیشن است که در سال ۱۹۹۸ در شبکهٔ فاکس کیدز پخش شد. این مجموعه دو فصل بود و فصل اول آن، از ۱۴ سپتامبر ۱۹۹۸ شروع شد و در ۱۸ ژانویه ۱۹۹۹ پایان یافت. این مجموعه که اولین سریال دریم ورکس انیمیشن بود، توسط استیون اسپیلبرگ ساخته شده بود.